# ایستگاه متروی آزادگان
ایستگاه مترو آزادگان یکی از ایستگاه‌های خط ۳ مترو تهران است که در بزرگراه آیت‌الله سعیدی، نرسیده به بزرگراه آزادگان واقع شده است.
این ایستگاه در تاریخ ۲ اردیبهشت ۱۳۹۳ تأسیس شده است و شامل ۵٬۲۷۶ متر مربع فضای سرپوشیده و ۲٬۵۹۰ متر مربع فضای باز می‌باشد.